# Antonella Anedda
Antonella Anedda (Anedda-Angioy), née le 22 décembre 1955 à Rome, est une écrivaine italienne contemporaine d'origine sarde et corse. Elle vit à Rome. 

## Biographie
Antonella Anedda est née le 22 décembre 1955 à Rome où elle a suivi des études d’histoire de l’art. Elle a des ascendances, sarde et corse (Serra de Serra-di-Scopamène par sa grand-mère).
Elle est diplômée en histoire de l'art, époque moderne. Pendant sa formation elle s'intéresse à la poésie russe (Ossip Mandelstam), à la littérature et poésie contemporaine italiennes, ainsi qu'à la poésie dialectale. Elle enseigne le français à la Faculté de Lettres et de Philosophie de l'Université de Sienne-Arezzo. 
Elle collabore a plusieurs revues dont Il Manifesto, Linea d'ombra, Poesia et Nuovi argomenti. 
En tant que traductrice, elle a publié une anthologie de poèmes de Philippe Jaccottet : Appunti per una semina : poesie e prose 1954-1994 (Fondazione Piazzolla, Rome, 1994) et un recueil de poésies étrangères intitulé Nomi Distanti (Empiria, Rome, 1998).

## Œuvres

### Recueils de poésie
- Residenze Invernali (Crocetti, Milan, 1992), pour lequel elle a reçu le prix Sinistralité, le prix Diego Valeri et le Tratti Poetry Prize.
- Notti di pace occidentale (Donzelli, Rome, septembre 1999). Prix Eugenio Montale 2000. Traduction française : Nuits de paix occidentale & autres poèmes (L'Escampette, Bordeaux, novembre 2008. Traduit de l'italien par Jean-Baptiste Para, rédacteur en chef de la revue littéraire Europe).
- Il catalogo della gioia (Donzelli, Rome, 2003).
- Tre stazioni (LietoColle, Faloppio, 2003).
- Dal balcone del corpo (Mondadori, Collection Lo specchio, Milan, 2007). Prix Napoli 2007.
- Salva con nome (Mondadori, Collection Lo specchio, Milan, 2012).

### Essais et nouvelles
- Cosa sono gli anni (Fazzi Editore, Rome, 1997).
- La luce delle cose (Feltrinelli, Milan, 2000).
- Tre stazioni (LietoColle, Faloppio, 2003).
- La vita dei dettagli (Donzelli, Rome, 2009).

## Prix et distinctions
- prix Sinistralité, 1992
- prix Diego Valeri , 1992
- ratti Poetry Prize, 1992
- Prix Eugenio Montale, 2000